# محمد البادي
محمد البادي(1960 -) ممثل إماراتي

## عن حياته
شارك في العديد من المسلسلات و إماراتية و خليجية إلى جانب الفنانين الإماراتين منهم جابر نغموش و أحمد الجسمي و سلطان النيادي وغيرهم من فنانين

## أعماله

### المسلسلات التلفزيونية
- مكان في القلب

- زمن الطيبين

- بحر الليل

- وديمة وحليمة

- أوراق الحب

- طماشة

- ما أصعب الكلام

- نص درزن

- وضحا و ابن عجلان

- جمرة غضى

- حاير طاير

- شمس القوايل

- عمى ألوان